# Stygnomma delicatulum
Espèce
Stygnomma delicatulum est une espèce d'opilions laniatores de la famille des Stygnommatidae.

## Distribution
Cette espèce est endémique de la province de Napo en Équateur. Elle se rencontre dans la grotte Cueva de Archidona.

## Description
L'holotype juvénile mesure 2,31 mm. Cet opilion est dépigmenté et possède des yeux réduits.

## Systématique et taxinomie
Cette espèce a été décrite par Rambla en 1976.

## Publication originale
- Rambla, « Opiliones de Ecuador continental, tres n. sp. del genero Stygnomma (Phalangodidae) », Mission zoologique belge aux îles Galapagos et en Ecuador (N. et J. Leleup, 1964–1965). Résultats scientifiques, vol. 3,‎ 1976, p. 69-90